# Beriózanski
Beriózanski (del ruso: Берëзанский) es un jútor del raión de Leningrádskaya del krai de Krasnodar, en Rusia. Está situado a orillas del río Albashí, 18 km al oeste de Leningrádskaya y 140 km al norte de Krasnodar, la capital del krai. En 2010 contaba con 83 habitantes.
Pertenece al municipio Novoúmanskoye.